# Rosetta Douglass
Rosetta Douglass (New Bedford, 24 giugno 1839 – Washington, 25 novembre 1906) è stata una docente, scrittrice e attivista statunitense; fu un membro fondatore della National Association for Colored Women. Sua madre era Anna Murray Douglass e suo padre Frederick Douglass.

## Primi anni

Rosetta D. Sprague dal libro di Daniel Wallace Culp del 1902, che la ritraeva e includeva il suo saggio sugli afroamericani negli Stati Uniti.

Rosetta nacque da Anna Murray-Douglass e Frederick Douglass nel 1839, a New Bedford, Massachusetts. Era la maggiore di cinque figli.
All'età di cinque anni, si trasferì con i genitori a Lynn, nel Massachusetts. A sei anni rimase con Abigail e Lydia Mott, di Albany, New York. Abigail le insegnò a leggere e scrivere e Lydia le insegnò a cucire. All'età di 11 anni, assistette il padre nella realizzazione e nella realizzazione del suo giornale. Il 24 dicembre 1863, sposò Nathan Sprague.
Nel 1845 il Consiglio dell'Istruzione di Rochester chiuse le scuole pubbliche agli studenti neri. Frederick Douglass mandò Rosetta in una scuola privata piuttosto che farla entrare in una scuola per soli neri che Rochester aveva istituito per gli studenti neri. Alla fine fu educata tra i due e i sette anni. Nel 1848 Rosetta fu ammessa al Seminario Seward di Rochester, New York. Durante la sua permanenza, Rosetta fu segregata dagli studenti bianchi e suo padre parlò contro questa situazione nel suo giornale. Fu espulsa dopo una votazione dei suoi compagni di classe bianchi con un solo voto contrario, proposto dal direttore bianco e abolizionista. Frequentò anche la Young Ladies Preparatory dell'Oberlin College e la Salem Normal School del Massachusetts.
Rosetta era una pensatrice critica come suo padre, ma lottava contro le richieste dei ruoli di genere del suo tempo. Non appoggiò il matrimonio interrazziale del padre dopo la morte della madre.
Suo marito era stato ridotto in schiavitù ed era poco istruito. Lottò per trovare il suo posto e un lavoro. Ebbe sette figli, tra cui Fredericka Douglass Sprague Perry e molti nipoti.

## Insegnamento, scrittura e attivismo
La Douglass lavorò come insegnante ed alla fine si dedicò soprattutto alla vita domestica e al ruolo di moglie. Scrisse il saggio My Mother as I Recall Her nel 1900, nonché il saggio What Role is the Educated Negro Woman to Play in the Uplifting of Her Race?
Scrisse: “La catena e la sferza spietata erano gli strumenti utilizzati per umiliare e degradare l'africano. L'avarizia era il fattore che componeva il carattere di un gran numero di uomini bianchi d'America e che portò a gravissime devastazioni nelle condizioni degli africani”. Scrisse anche: “Lasciate ai negri duecentocinquanta anni di contatti altruistici per compensare i duecentocinquanta anni di egoismo caucasico e siate assidui nella sua rigenerazione come lo siete stati voi nella sua degradazione: poi giudicatelo”.
Lavorava con suo padre e aveva un senso spiccato per le questioni di giustizia sociale. Consigliò a suo padre di non accettare la presidenza della Freedman's Bank. Divenne poi membro fondatore della National Association for Colored Women.

## Morte
La Douglass fu un membro della Prima Chiesa cristiana avventista del settimo giorno, a Washington, fino alla sua morte, aavvenuta il 25 novembre 1906.